# Primo Magnani
Primo Natale Mario Magnani (Pavía, 31 de marzo de 1892-Milán, 17 de junio de 1969) fue un deportista italiano que compitió en ciclismo en la modalidad de pista. Participó en los Juegos Olímpicos de Amberes 1920, obteniendo una medalla de oro en la prueba de persecución por equipos.

## Medallero internacional
| Juegos Olímpicos | Juegos Olímpicos  | Juegos Olímpicos | Juegos Olímpicos        |
| Año              | Lugar             | Medalla          | Competición             |
| ---------------- | ----------------- | ---------------- | ----------------------- |
| 1920             | Amberes (Bélgica) | Medalla de oro   | Persecución por equipos |